# Daleké Dušníky
Daleké Dušníky (německy Duschnik, dříve pouze Dušníky) jsou obec v okrese Příbram ve Středočeském kraji, asi 6 km jižně od Dobříše. Žije zde 435 obyvatel.
Obec leží v údolí říčky Kocáby pod kopci Druhlický vrch (442 m) a Tuškovský vrch (441 m).

## Historie
První písemná zmínka o obci pochází z roku 1357.

## Obecní správa

### Části obce
- Daleké Dušníky (k. ú. Daleké Dušníky)
- Druhlice (k. ú. Druhlice)

K obci patří také Podedruhlice a Sušárna.
Sousedními obcemi sídla jsou Ouběnice, Rybníky, Nečín, Obořiště, Svaté Pole a Drhovy.
V letech 1850–1879 k obci patřila i Oseč, v letech 1850–1920 Skalice a v letech 1910–1920 také Bělohrad.

### Územněsprávní začlenění
Dějiny územněsprávního začleňování zahrnují období od roku 1850 do současnosti. V chronologickém přehledu je uvedena územně administrativní příslušnost obce v roce, kdy ke změně došlo:
- 1850 země česká, kraj Praha, politický okres Příbram, soudní okres Dobříš[5]
- 1855 země česká, kraj Praha, soudní okres Dobříš
- 1868 země česká, politický okres Příbram, soudní okres Dobříš
- 1939 země česká, Oberlandrat Tábor, politický okres Příbram, soudní okres Dobříš[6]
- 1942 země česká, Oberlandrat Praha, politický okres Příbram, soudní okres Dobříš[7]
- 1945 země česká, správní okres Příbram, soudní okres Dobříš[8]
- 1949 Pražský kraj, okres Dobříš[9]
- 1960 Středočeský kraj, okres Příbram
- 2003 Středočeský kraj, okres Příbram, obec s rozšířenou působností Dobříš

## Demografie
Podle údajů Českého statistického úřadu ze sčítání lidu, domů a bytů 2001 je 99 % obyvatel obce české národnosti. 40 % obyvatel je věřících. Nezaměstnanost v obci je nízká, pod okresním průměrem – asi 5 %. V obci a jejích osadách stojí 136 domů, z čehož 106 je trvale obydlených.
| Rok            | 1869 | 1900 | 1930 | 1950 | 1970 | 1991 | 2001 |
| Počet obyvatel | 534  | 594  | 625  | 470  | 415  | 402  | 385  |

## Společnost

### Rok 1932
Ve vsi Daleké Dušníky (365 obyvatel) byly v roce 1932 evidovány tyto živnosti a obchody: cihelna, 2 hostince, kovář, 2 krejčí, obuvník, pekař, obchod s lahvovým pivem, pokrývač, 9 rolníků, 2 obchody se smíšeným zbožím, trafika, truhlář.
V obci Druhlice (246 obyvatel, samostatná obec se později stala součástí Dalekých Dušníků) byly v roce 1932 evidovány tyto živnosti a obchody: autodoprava, hostinec, kovář, mlýn, obchod s peřím, 2 obchody se smíšeným zbožím, trafika.

### Školství
Dříve zde fungovala základní škola, která ale byla pro nedostatek žáků zrušena.

### Společenské organizace
V obci působí Sbor dobrovolných hasičů.

### Sport
V obci je fotbalové hřiště a obec se účastní okresního fotbalového přeboru.

## Doprava

### Dopravní síť
Do obce vedou silnice III. třídy. Železniční trať ani stanice či zastávka na území obce nejsou.

### Autobusová doprava 2024
Autobusovou dopravu v obci Daleké Dušníky zajišťuje společnost Arriva Střední Čechy. Obec je součástí Pražské integrované dopravy (PID). V obci se nachází zastávka Daleké Dušníky. Druhlicích se nachází zastávka Daleké Dušníky,Druhlice. Obcí procházejí autobusové linky 515 a 520 a Druhlicemi linka 420. Linka 420 vede z Prahy ze Smíchovského nádraží přes Dobříš do Krásné Hory nad Vltavou a Milevska. Linka 515 spojuje Příbram s obcemi Dubno, Drásov, Višňová, Ouběnice, Daleké Dušníky, Nečín, Hřiměždice, Drevníky, Županovice a Borotice. Linka 520 propojuje Dobříš s okolními obcemi včetně Dalekých Dušníků, Hřiměždic nebo Kamýku nad Vltavou.

## Turistika
Obcí vede turistická trasa  Strž – Daleké Dušníky – Nečín.

## Hospodářství
Na polích v okolí obce hospodaří zemědělci, orná půda má na katastru obce rozlohu 379 ha (tj. 56 % rozlohy obce). Na okraji obci - ve směru Skalice/Nečín se nachází pískovna. V obci nejsou žádné významné průmyslové společnosti.

## Osobnosti
- Jiří David (* 1956), výtvarník

## Galerie

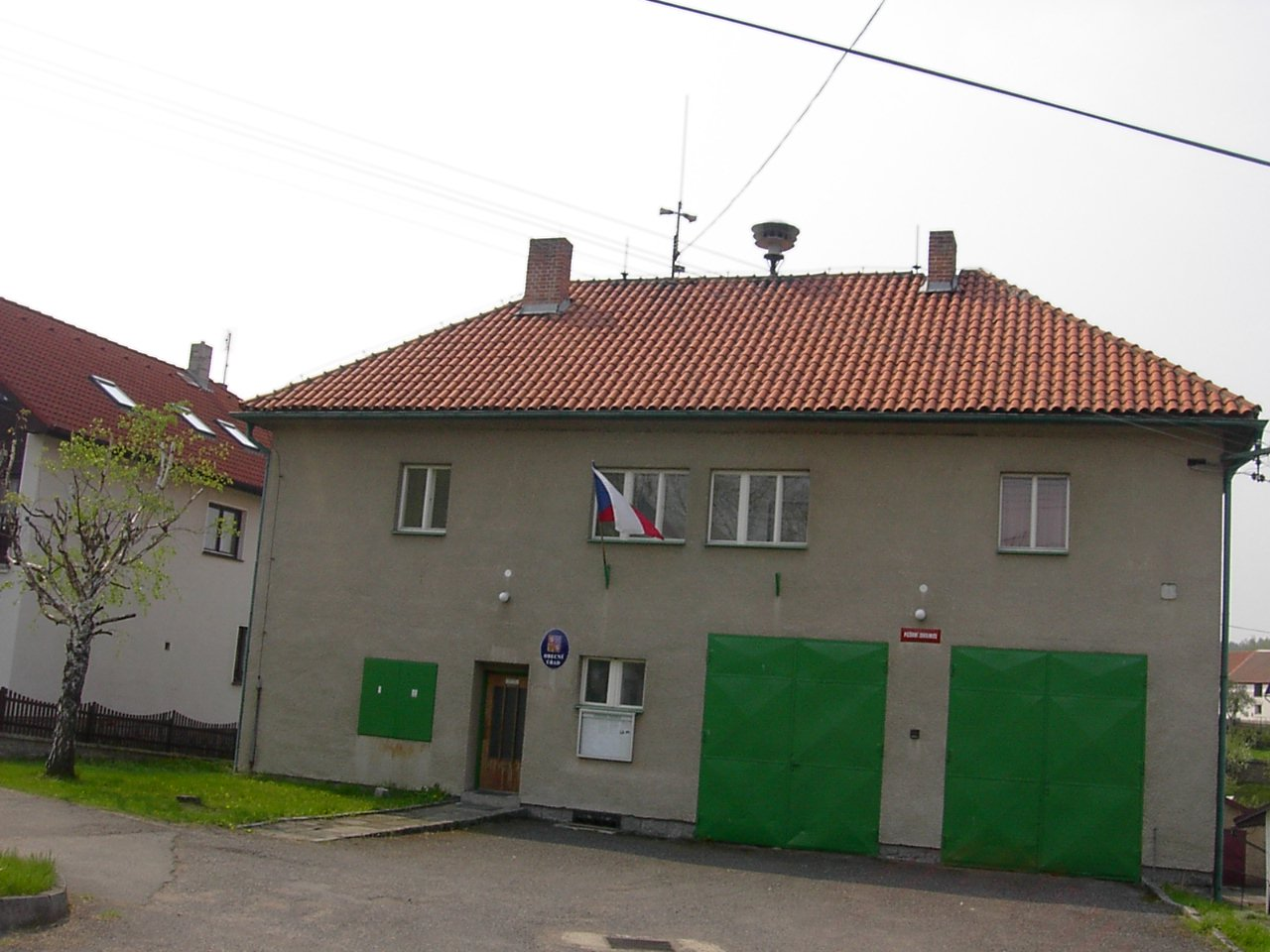
Obecní úřad
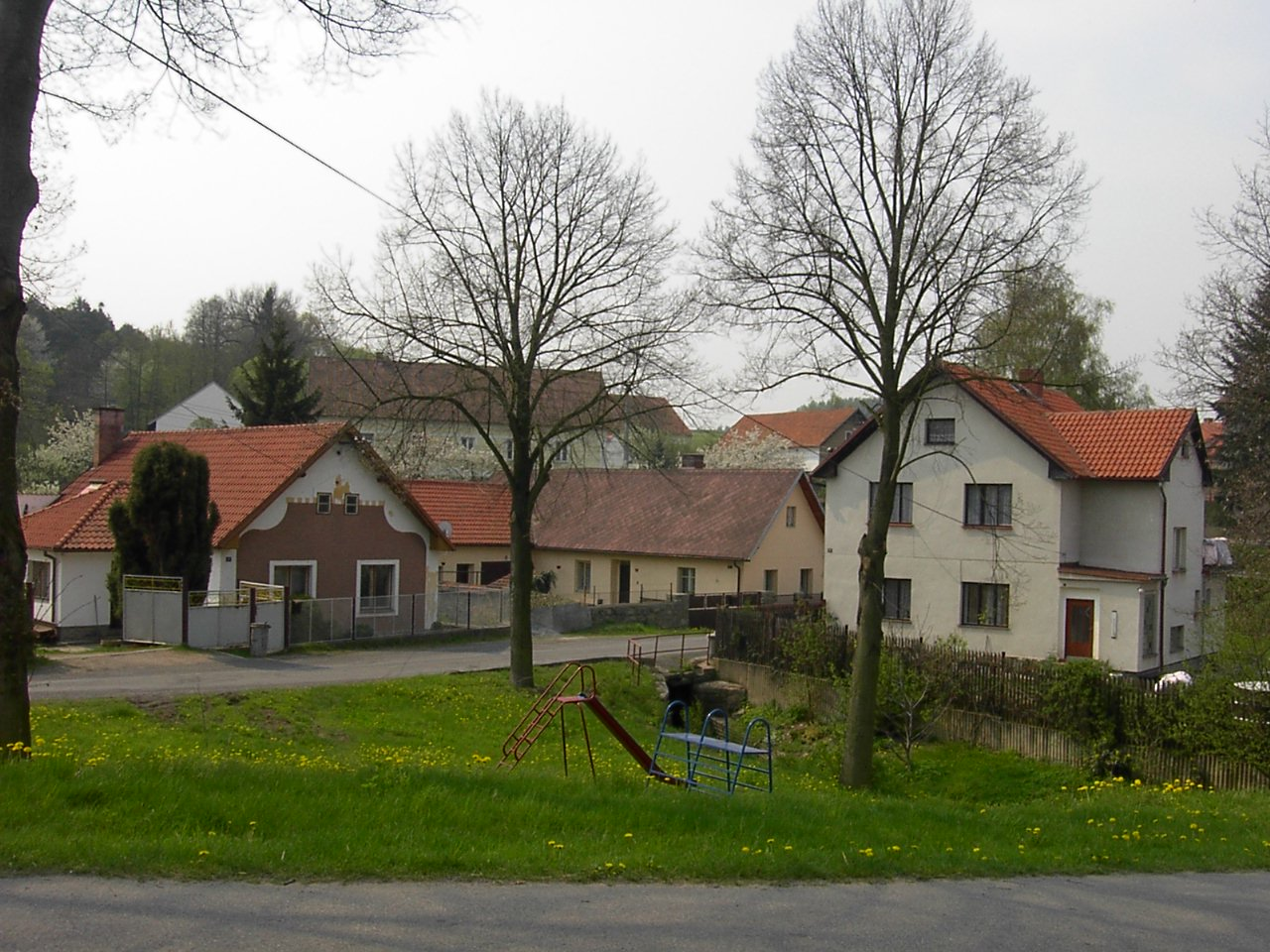
Dětské hřiště
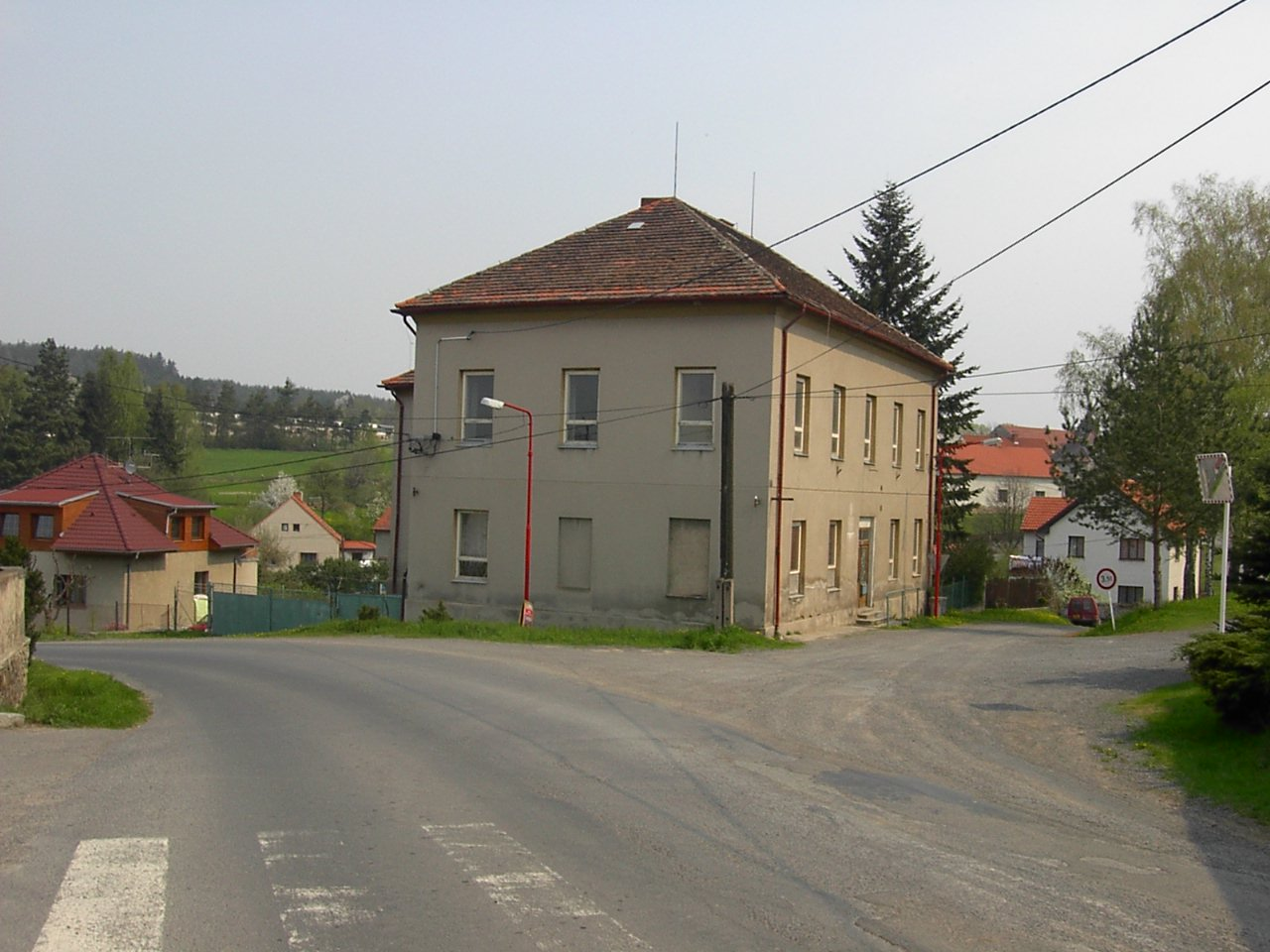
Bývalá škola, která je nyní zrekonstruována na bytové jednotky.
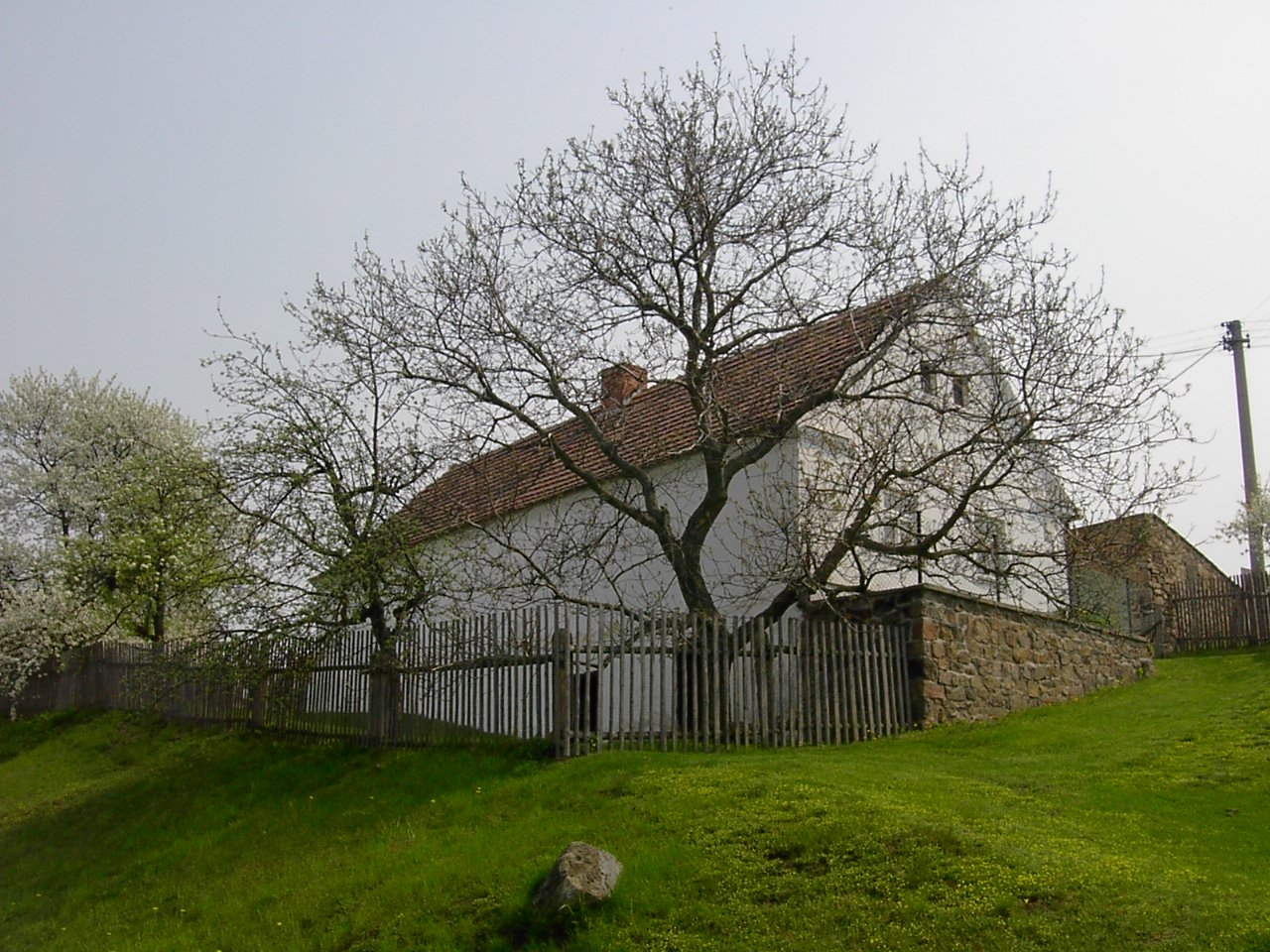
Chalupa v horní části Dalekých Dušníků